# Collado de la Vera
Pour les articles homonymes, voir Collado.
Collado de la Vera est une commune de la province de Cáceres dans la communauté autonome d'Estrémadure en Espagne.